# Саарикетту, Кайя
Кайя Саарикетту (фин. Kaija Saarikettu; род. 17 мая 1957, Таммисаари) — финская скрипачка.
Начала учиться музыке в семилетнем возрасте в городе Сейняйоки, затем окончила Академию имени Сибелиуса у Онни Сухонена, занималась также в Стокгольме под руководством Эндре Вольфа. С 1985 г. сама преподаёт в Академии имени Сибелиуса, с 1995 г. профессор.
Саарикетту является признанным специалистом по исполнению финской музыки, особенно современной. Творческое содружество связывало её, в частности, с видными финскими композиторами Эйнаром Энглундом и Пером Хенриком Нордгреном. В общей сложности специально для Саарикетту было написано восемь скрипичных концертов. Кроме того, в 2003 г. Саарикетту завершила запись всех сочинений для скрипки и фортепиано Яна Сибелиуса.